# Erlenbruchwald östlich Holzweber

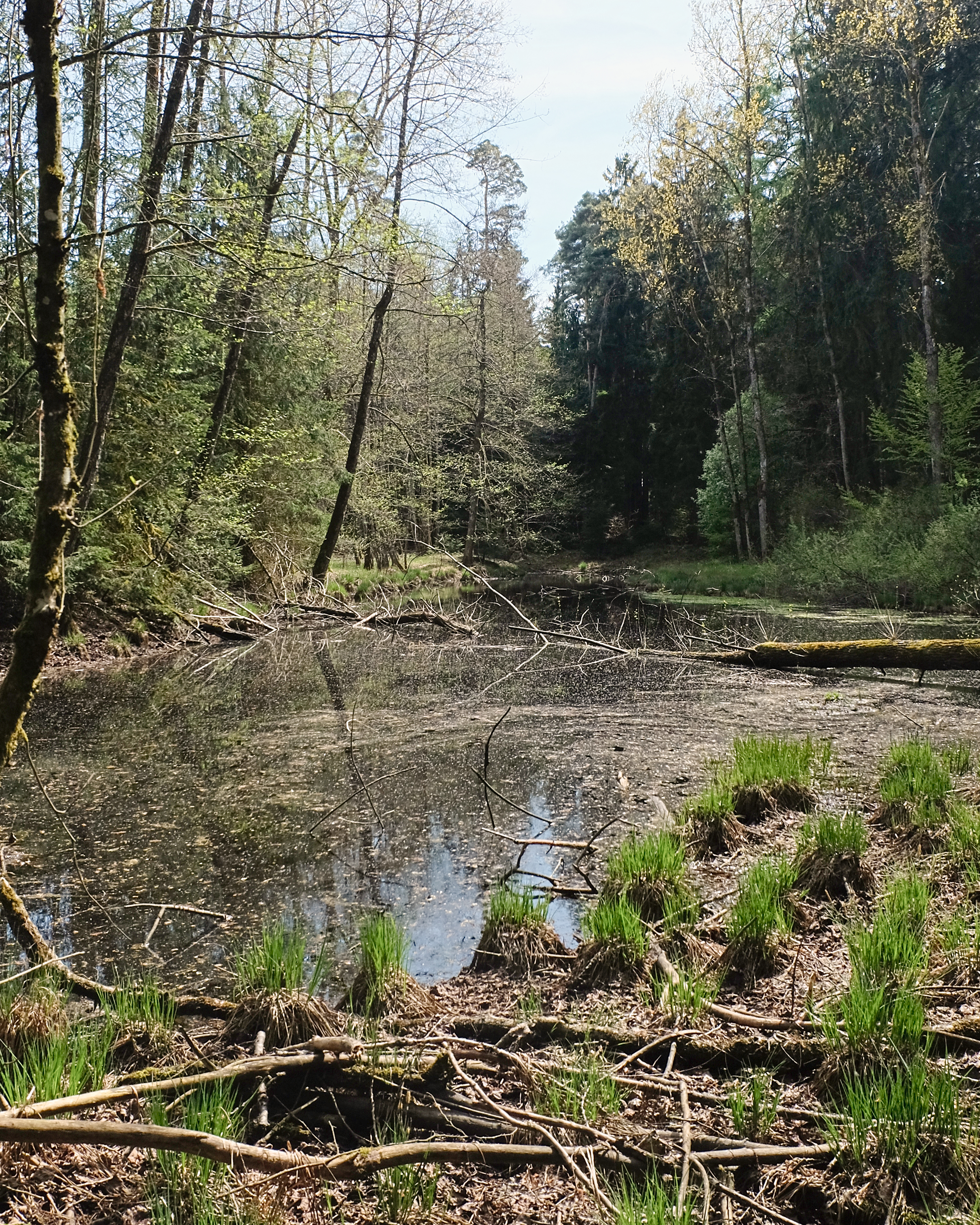
Wasserfläche im Erlenbruchwald östlich Holzweber

Der Erlenbruchwald östlich Holzweber in der Gemeinde Tittmoning ist ein 2,12 ha großes flächenhaftes Naturdenkmal im Landkreis Traunstein.
Er erhielt im Juli 1982 durch Verordnung des Landratsamtes Traunstein den Schutzstatus und wird vom Bayerischen Landesamt für Umwelt unter der Nummer ND-01314 gelistet.

## Schutzzweck
Der Erlenbruchwald östlich von Holzweber ist als flächenhaftes Naturdenkmal zu schützen, da es sich hier qualitativ um einen hochwertigen Biotop handelt und seine Erhaltung wegen seiner herausragenden Eigenart und Seltenheit, seiner ökologischen, wissenschaftlichen, floristischen und faunistischen Bedeutung im öffentlichen Interesse liegt.

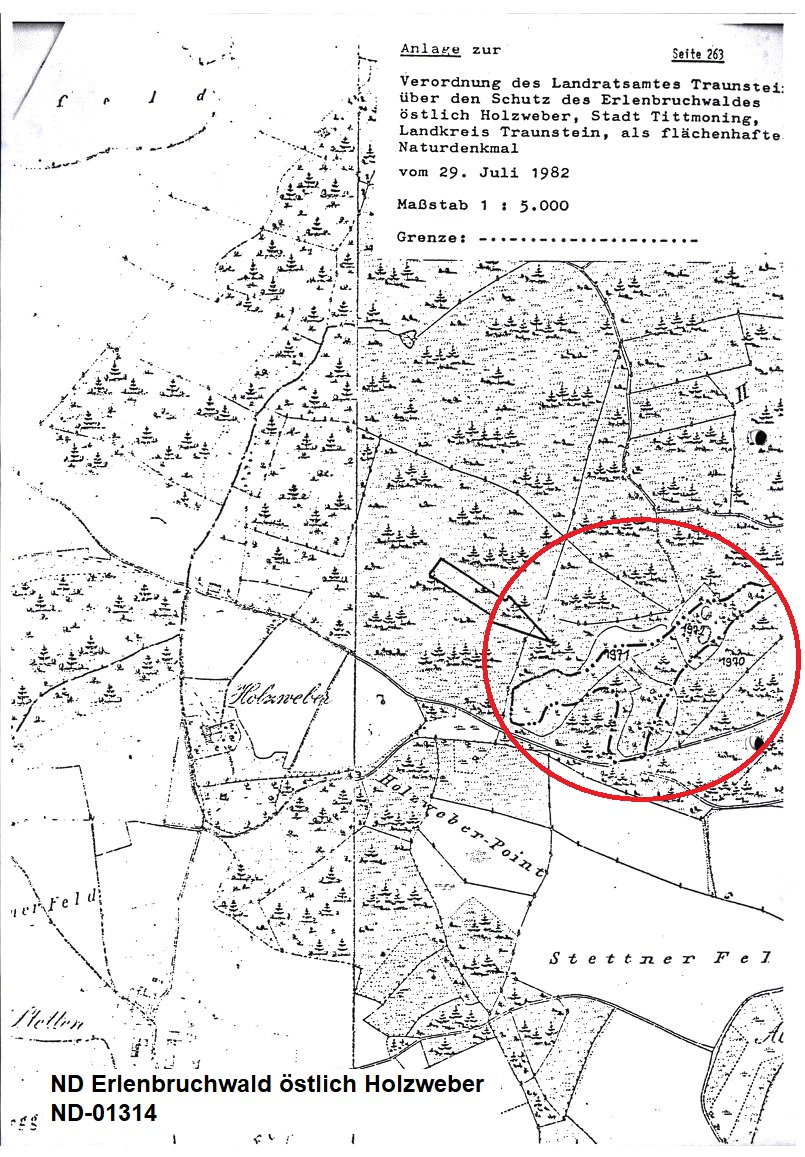
Lageplan Amtsblatt